# Portret Adele Bloch-Bauer I.
Portret Adele Bloch-Bauer I., poznat i kao Žena u zlatu je slavno secesijsko ulje na platnu austrijskog slikara Gustava Klimta iz 1907. godine na kojoj je naslikan portret Adele Bloch-Bauer (1881. – 1925.). Smatra se vrhuncem i najpotpunijom slikom iz njegove “zlatne” faze koja se odlikuje intenzivnim dekorativnim lirizmom i formalnom stilizacijom.

## Povijest
Sliku je naručio Adelin muž, bečki Židov i industrijalac koji se obogatio proizvodnjom šećera, Ferdinand Bloch-Bauer. Bio je veliki patron umjetnika i njegova supruga je jedina koju je Gustave Klimt naslikao dvaput. Prvu sliku je Klimt slikao pune tri godine, a druga slika je Portret Adele Bloch-Bauer II. iz 1912. godine. 
Adele Bloch-Bauer je preminula od meningitisa 1925. godine i u svojoj oporuci je preporučila suprugu da slike donira Nacionalnoj galeriji Austrije. Kada je Nacistička Njemačka anektirala Austriju 1938. godine, Ferdinand Bloch-Bauer je pobjegao u Prag i naposljetku završio u Zurichu. Većina njegove imovine je opljačkana, a slika je završila u Nacionalnoj galeriji Belvedere u Beču 1941. god. Nacističke vlasti su sliku preimenovale u Ženu u zlatnom kako bi ju mogli izložiti bez imenovanja poznate židovske obitelji. Ferdinand Bloch-Bauer je preminuo u Zurichu 1945. godine, a u svojoj oporuci je svu svoju imovinu, uključujući i Klimtove slike, ostavio nećacima i nećakinjama.
God. 2000. na poziv austrijskih vlasti Maria Altmann, nasljednica bogatstva, je pozvana da se očituje o povratu otuđenih slika. Ona je odgovorila tužbom za povratom ove i još četiri slike na američkom sudu. Austrijska vlada je na sudu pokušala dokazati kako je Adele Bloch-Bauer svojom oporukom željela da slike ostanu u Austriji, no nakon sudske bitke 2006. godine osnovana komisija austrijskih sudaca je odlučila kako je Maria Altmann pravni vlasnik ovih djela i kako joj se trebaju vratiti. U lipnju 2006. godine Maria Altmann je prodala Portret Adele Bloch-Bauer I. Ronaldu Lauderu za tada najveću cijenu jedne slike na svijetu, 135 milijuna $. Od tada je slika izložena u njegovoj novoosnovanoj Neue Galerie, New York.
Priča Marije Altmann je dramatizirana 2015. godine u filmu Žena u zlatu u kojemu je glumi Helen Mirren, dok njezinog mladog odvjetnika E. Randola Schoenberga glumi Ryan Reynolds.